# Дроздишки
Дрозди́шки (бел. Драздзішкі, пол. Droździszki) — хутор в Сморгонском районе Гродненской области Белоруссии.
Входит в состав Кревского сельсовета.
Расположен в лесном массиве в юго-восточной части района. Расстояние до районного центра Сморгонь по автодороге — чуть менее 24,5 км, до центра сельсовета агрогородка Крево по прямой — около 6 км. Ближайшие населённые пункты — Ермаки 1, Микулевщина, Неровка. Площадь занимаемой территории составляет 0,0220 км², протяжённость границ 880 м.

## История
Дроздишки отмечены на карте Шуберта (середина XIX века) как застенок в составе Кревской волости Ошмянского уезда Виленской губернии.
После Советско-польской войны, завершившейся Рижским договором, в 1921 году Западная Белоруссия отошла к Польской Республике и хутор был включен в состав новообразованной сельской гмины Крево Ошмянского повета Виленского воеводства.
В 1938 году Дроздишки числились как фольварк и насчитывали 2 дыма (двора) и 20 душ.
В 1939 году, согласно секретному протоколу, заключённому между СССР и Германией, Западная Белоруссия оказалась в сфере интересов советского государства и её территорию заняли войска Красной армии. Хутор вошёл в состав новообразованного Сморгонского района Вилейской области БССР. После реорганизации административного-территориального деления БССР хутор был включён в состав новой Молодечненской области в 1944 году. В 1960 году, ввиду новой организации административно-территориального деления и упразднения Молодечненской области, Дроздишки вошли в состав Гродненской области.

## Население
| 1938 | 1999 | 2009 |
| ---- | ---- | ---- |
| 20   | 0    | 0    |